# Saint-Philippe (Reunión)
Saint-Philippe,  es una comuna francesa situada en el departamento de Reunión, de la región de Reunión. 
El gentilicio francés de sus habitantes es Saint-Philippois.

## Situación
La comuna está situada en el sureste de la isla de Reunión.

## Demografía
| Gráfica de evolución demográfica de Saint-Philippe (Reunión) entre 1961 y 2013 |
|                                                                                |

Fuente: Insee

## Comunas limítrofes
| Noroeste: Saint-Joseph  | Norte: Saint-Joseph    | Noreste: Océano Índico |
| Oeste: Sainte-Rose      |                        | Este: Océano Índico    |
| Suroeste: Océano Índico | Sur: [Océano [Índico]] | Sureste: Océano Índico |